# りょうけん座V星
りょうけん座V星（りょうけんざVせい）は、りょうけん座の方向に位置する脈動変光星。

## 概要
6.52等と8.56等の間を変光する半規則型変光星で、変光星総合カタログでは細分類が記載されていないが、アメリカ変光星観測者協会ではSRA型に細分類されている。周期は変光星総合カタログでは194日としているが、アメリカ変光星観測者協会では191.89日としている。りょうけん座V星がアメリカ変光星観測者協会で分類されているSRA型は半規則型変光星の中でも周期性の良い変光をする赤色巨星が分類される型であり、りょうけん座V星自身もスペクトル型がM4e-M6eIIIaの赤色巨星である。

## 名称
学名はV Canum Venaticorum（略称：V CVn）、ボン掃天星表の番号はBD+46°1862、ヘンリー・ドレイパーカタログの番号はHD 115898。